# エアボート

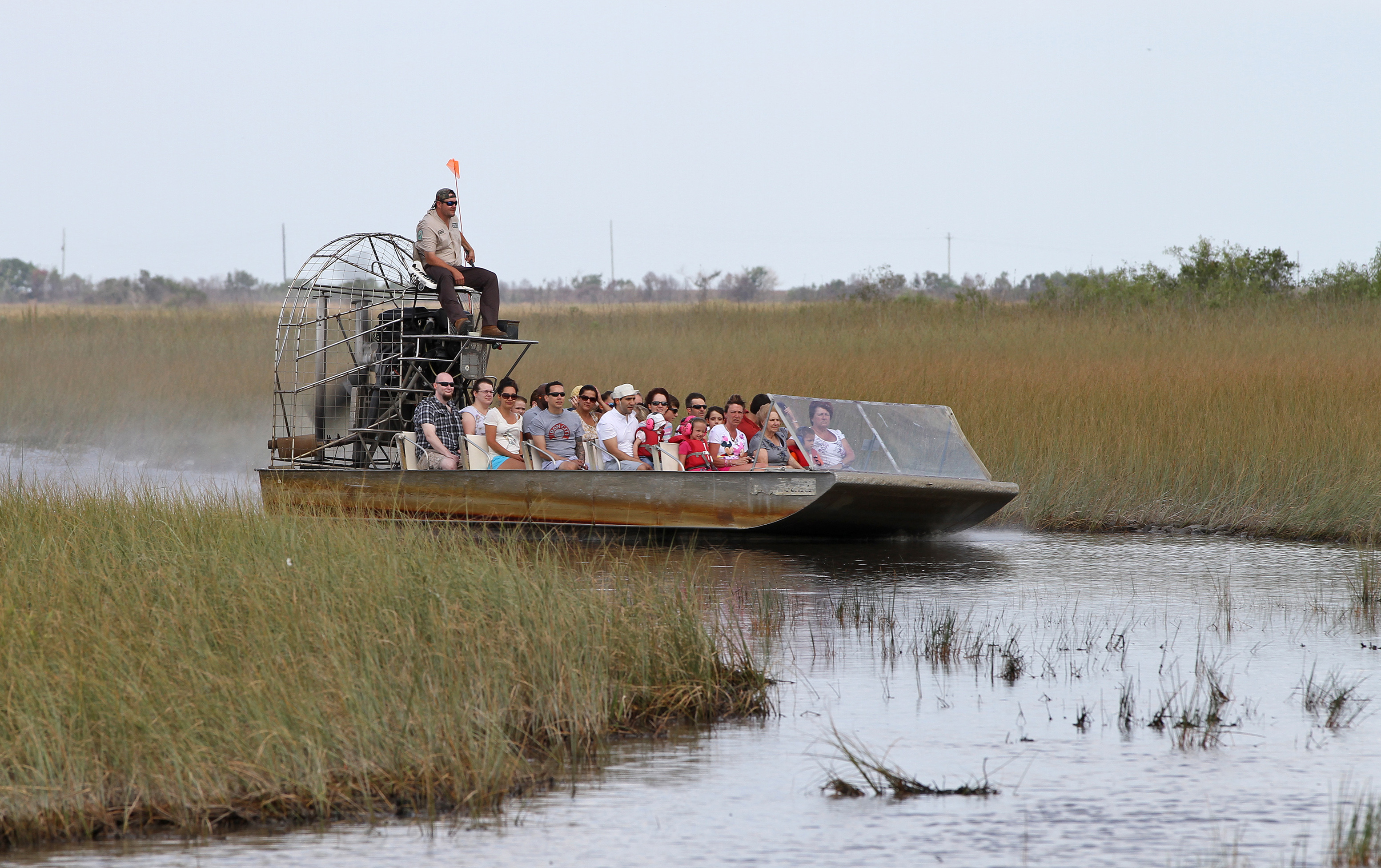
フロリダ州エバーグレーズ国立公園におけるエアボートを用いた自然観光

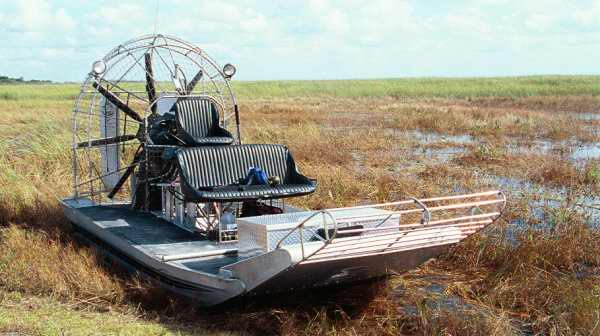
エアボート

エアボート（英: airboat）は平底で比較的小型の船舶である。プロペラボートまたはファンボートとも呼ばれる。
航空機用または自動車用のエンジンで船尾に備えた推進式のプロペラを駆動し前進する。なお、初期の航空史で「エアボート」という英語は水上機や飛行艇を指した時期があるが、本項で述べるエアボートとは無関係。

## 概要
標準的な構造としては、平底の船体後部に大出力エンジンをマウントし、後方のやや高い位置に巨大なプロペラが取り付けられる。プロペラは鳥カゴ状の金属枠で前方を保護され、障害物の吸い込みによる破損や巻き込みによる人的被害を防ぐ。
操舵は航空機と同様にプロペラ後方に設けた方向舵を操縦桿で操作して行う。ブレーキは無いので減速や停止は操船技術に依存するが、中にはプロペラピッチの逆転による後進機能を備えたものもある。クラムシェル式の逆進機構を備えた船もあるが一般的ではない。
温暖な湿地帯を航行するタイプでは、覆い茂る水辺の植物によって視界を遮られないよう操縦席がプロペラ直前の高所に剥き出しで設けられることが多いが、寒冷地や救助を目的としたタイプには、操縦室や救助者保護用の船室を備え、外観がホバークラフトに似たハーフキャビンやキャビンタイプもある。夏は泥濘の湿原、冬は雪原に変わるシベリア等での運用を想定し、橇（アエロサン）として雪上等を滑走もできる水陸両用ビークルもある。出力は最大500馬力を超えるものも多い。

## 用途

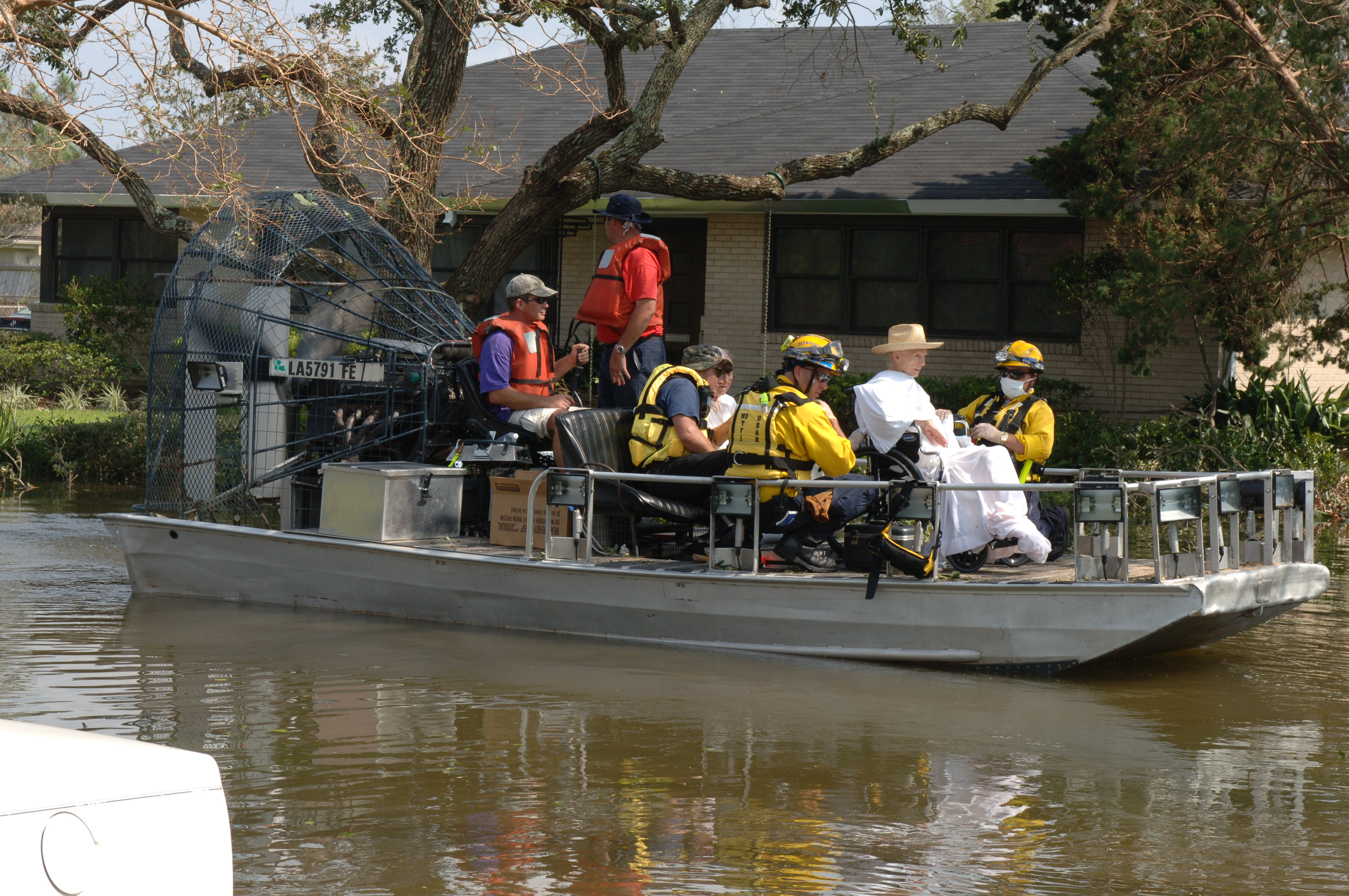
カトリーナによる水害発生後、エアボートで移送される住民

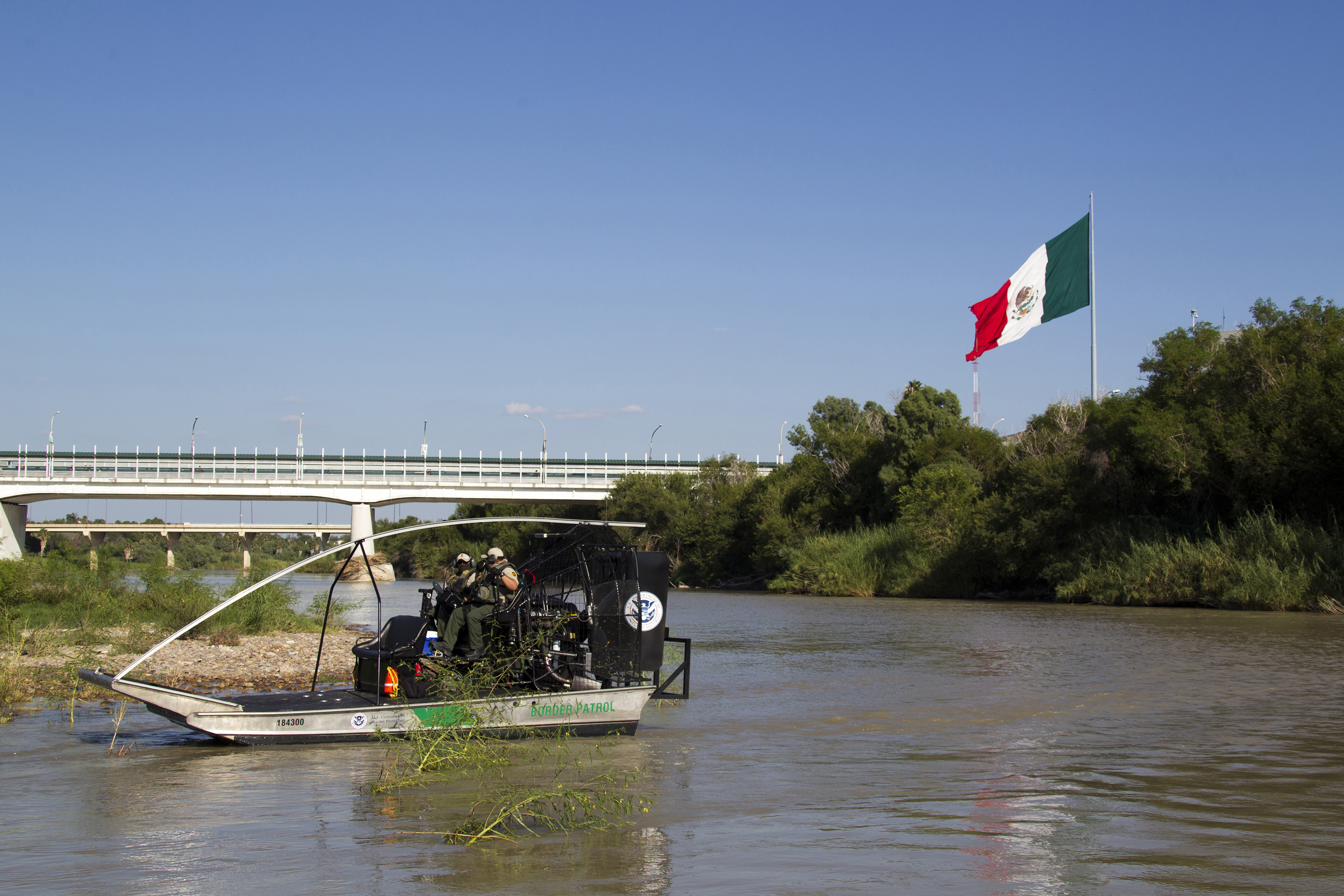
アメリカ合衆国税関・国境警備局によるエアボートを用いたリオ・グランデ川上の国境哨戒

特にアメリカではポピュラーな乗り物として認知されており、エバーグレーズ国立公園など湿地帯での観光用レジャーボートが有名である。専門メーカーも多くあるがキットなどで制作から楽しむ人も多い。また、洪水など水害における理想的な救助艇としてもポピュラーである。2005年8月29日にハリケーン・カトリーナによってニューオーリンズで引き起こされた大規模な洪水被害に際しては、全米からエアボートが集められて救助活動に当った。
日本においては、洪水や津波冠水時の水田地帯の環境が湿地帯の環境に類似しているため、救助艇として行政によるエアボート導入の動きが活発化しつつある。その他に米軍やタイ軍などは、湿地帯や水田地帯などにおけるエアボートの行動力を早くから認め、軍用のエアボートを所有しており、ベトナム戦争では通常の船舶が使用できない地域で米軍が哨戒艇として使用した例がある。

## 利点
平底であることに加えて、水面下にスクリューや舵などの突起物が一切ない。そのため、水面下の岩や瓦礫でスクリューや舵を損傷したり、ビニールや海草を巻き込むなどの懸念がなく、浅い水路や河川・池はもちろん、湿地や沼地、凍った湖等でも操船が容易である上に、スクリューで漂流者を傷つける事がない。高出力のエンジンを積んだ物では陸上に横たえられた直径1メートル程度の丸太も乗り越えることが可能である。これらの利点により、欧米特にアメリカでは氷上や河川氾濫による冠水地域救助活動で理想的乗り物として利用される。また、日本では津波災害における大量の瓦礫漂流海域での救助活動において特に漂流瓦礫に船体を乗り上げて行くといった、一般船舶やゴムボート、ホバークラフトなどでは救助活動が困難な状況での利用が注目されつつある。
2015年（平成27年）9月10日の鬼怒川の堤防決壊による常総市の冠水被害地域において、翌9月11日に国内初のエアボートによる救助活動が行われ、その有効性が実証された。その他土砂災害時の泥流域においても迅速な救助活動が期待される。

## 欠点
プロペラ推進のため騒音が大きく燃費が悪い。このため近年ではプロペラの翅（はね）の枚数を増やす多翅化（たしか）や軽量高強度のカーボン素材の採用、エンジンマフラーの取り付けといった騒音対策が取り入れられている。
日本の沿岸は人口稠密な地域が多く、導入の際にはより徹底した騒音対策が求められる。救助活動の際にはサイレントタイムの導入などの運用上の工夫が必要である。
推進力が航空力学に基づくものであることから、エアボートの能力の維持・向上の際、船舶知識だけでは対応しきれない難点を有する。そのため、海外のようにホームビルドで楽しみたくても、自動車で言う車検に該当する船舶検査（船検）を通過させることが至難である。
操縦技術についても、専門のインストラクターによる指導が不可欠だが、日本ではインストラクター資格保有者がほとんど存在しない。未熟な知識のままでの操船は、船首の激しいバンピングや、旋回時のカウンタートルクにより船舶の転覆を引き起こす危険をはらむ。

## 日本での普及
1953年（昭和28年）6月に発生した西日本水害では、米空軍所有のプロペラ艇（エアボート）2隻が出動した。プロペラ艇は横浜から空路と鉄路を経て鳥栖市まで送られた急速濾過機を積み込み、冠水した筑後川流域を横断して久留米市の久留米大学本館まで輸送した。その後、2隻のプロペラ艇は洪水で氾濫した流域の救助活動に用いられた。海上保安庁では、1959年（昭和34年）に6メートル型プロペラ艇「ひえん」を導入し、1969年（昭和44年）まで救助艇（艇番号：CR-51）として運用した。それ以降は、放送されたアメリカのテレビドラマ『くまとマーク少年』『特捜刑事マイアミ・バイス』などに登場した乗り物として認識される程度だった。
しかし、2011年（平成23年）の東日本大震災をきっかけに、フレッシュエアー（現AIR MAX LLC. エアーマックス（企業） ）が日本で唯一エアボート製造を事業化したことで、救難艇としての普及し広がっている。2015年（平成27年）9月10日の関東・東北豪雨では、茨城県常総市の鬼怒川での堤防決壊でフレッシュエアーが提供したエアボート1艇が消防指揮下で救助活動に活用、深夜からの捜索で46名を救助した。2017年（平成29年）には、南海トラフ地震対策として1艇が高知県警察に採用されたほか、4月には鬼怒川の大水害に見舞われた茨城県境町が水害救難や観光を目的に、自治体として初めてエアボートを導入した。2019年（平成31年）1月には、東京都が災害即応対処部隊創設に伴いエアボートの導入を検討し、2020年（令和2年）3月に大小各1艇のエアボートが東京消防庁に納入された
。
日本では2015年5月に映画『THE NEXT GENERATION パトレイバー 首都決戦』の劇中でエアボートが使用された。

## 国内メーカー
日本国内での製造メーカーは、AIR MAX LLC.社（エアーマックス（企業））のみ。
輸入代行を行うことは現時点では容易であり業者は存在している。ただし、エアボートという非常に特殊な艇を維持する専門的知識と技術まで提供することはできていない。また、そうした艇のほぼすべてがレジャー目的である。